# Seixal
Seixal (IPA: [sɘiʃæɫ]) ist ein portugiesischer Kreis (Concelho) und eine Stadt (Cidade) mit 166.507 Einwohnern (Stand 30. Juni 2011), sie liegt gemeinsam mit der Gemeinde von Almada am Lissabon gegenüberliegenden, südlichen Ufer der Mündung des Tejo (Margem Sul do Tejo), die bekannte Brücke Ponte 25 de Abril sowie die Christus-Statue Cristo Rei in Almada (Lissabon).

## Geschichte
Funde belegen die Anwesenheit der Römer. Die heutige Stadt entstand durch sich hier ansiedelnde Fischer. 1403 wurde hier mit dem Moinho da Maré in Corroios eine erste Gezeitenmühle errichtet, und im aufblühenden Schiffbau der Portugiesischen Entdeckungsfahrten des 15. Jahrhunderts entstanden hier Werften. Der lokale Schiffstyp des Varino erinnert bis heute an diese Tradition. Der heutige Ortsname entwickelte sich vermutlich aus dem großen Vorkommen an Kieselsteinen (port.: Seixo), die als Ballast für die Frachtschiffe benötigt wurden.
Das Erdbeben von Lissabon 1755 verursachte weitreichende Zerstörungen. Der heutige Kreis wurde 1836 geschaffen. Bedeutung für das weitere Wachstum hatte die Niederlassung zahlreicher Industriebetriebe, insbesondere 1895–1898 der Bau der Fábrica de Pólvora de Vale de Milhaços (stillgelegt 2001) sowie 1905 der Bau der Mundet-Korkfabrik (1988 stillgelegt) und 1961 die Errichtung des Stahlwerks Siderurgia Nacional (2001 stillgelegt). Auch die Eröffnung der Ponte 25 de Abril (damals Ponte Salazar) 1966 sorgte für Entwicklungsimpulse. 1993 erfuhr der Kreis eine letzte Erweiterung, durch Eingemeindung von Fernão Ferro.

## Kultur und Sehenswürdigkeiten
Etwa 10 % des Kreisgebietes gehören zu Naturschutzgebieten, die hier als Reserva Ecológica Nacional zusammengefasst sind. Dazu gehören u. a. verschiedene Feuchtgebiete (Sapal de Corroios, Sapal de Talaminho) und die Bucht von Seixal, wo Flamingos und andere Vogelarten beobachtet werden können. Das Ecomuseu ist dort mit einem Besucherzentrum und verschiedenen kleineren thematischen Ausstellungsorten und Heimatmuseen im Kreis präsent.
Neben verschiedenen Sakralbauten sind u. a. das Bootsmuseum, das sich v. a. dem lokalen Schiffstyp des Varino widmet, und die Ausgrabungen des römischen Töpferofens von Quinta do Rouxinol zu besichtigen.
Die Hafenanlagen Estação Náutica da Baía do Seixal mit Marina, Ausflugsbooten, Gastronomie u. a. werden weiter ausgebaut. Auch das Radwegenetz der Stadt und des Kreises wird weiter ausgebaut.
Eine Kuriosität stellen die verfallenden Überreste der ehemaligen Luxushotelanlage Hotel do Muxito dar. Sie verfügte u. a. über 13 Gästehäuser, einen künstlichen See, Tennisplätze, eine kleine Stierkampfarena, einen Miradouro mit weiten Ausblicken, und Schwimmanlagen olympischen Standards. Bereits vor der Nelkenrevolution 1974 war die Anlage aufgegeben worden. Spätestens nachdem im nachrevolutionären Furor das Hotel von linksradikalen Kräften besetzt und im Inneren teils zerstört wurde, sind alle Pläne zu Neukonzeptionen fallen gelassen worden. Es ist heute ein irreal wirkender Ort, der auch von Geocaching-Suchspielern genutzt wird.
Mit der Festa do Avante! findet alljährlich im Spätsommer eine der größten kulturellen Großveranstaltungen des Landes im Kreis statt, u. a. mit Konzerten, Theateraufführungen, Ausstellungen, Gastronomieschauen, Lesungen und Schallplattenbörsen. Über eine halbe Million Besucher kommen an dem Wochenende üblicherweise hierher.

## Sport
Die internationale Badmintonmeisterschaft Plume d’Or 1979 fand hier statt.
Der 1925 gegründete Seixal Futebol Clube ist mit seinen Fußball-, Futsal-, Basketball- und Rollhockey-Abteilungen ein bedeutender Sportklub. Seine unterklassig spielende Profi-Fußballmannschaft wurde 2007 aufgelöst. Das Stadion Estadio do Bravo wurde danach an Benfica Lissabon verkauft, wo nach einem Umbau 5.000 Menschen die Spiele der Amateurmannschaften Benficas sehen können.
Zu den weiteren Vereinen im Kreis gehören u. a. Amora Futebol Clube, der 1925 gegründete Sportverein Atlético Clube de Arrentela (Leichtathletik, Schwimmen, Billard, Tischtennis, Basketball, Radsport, Fußball), und der ebenfalls 1925 gegründete Paio Pires Futebol Clube.

## Verwaltung

### Der Kreis
Seixal ist Verwaltungssitz eines gleichnamigen Kreises. Die Nachbarkreise sind (im Uhrzeigersinn im Norden beginnend): Barreiro, Sesimbra, Almada, Lissabon (getrennt durch die Mündung des Tejo).
Der Kreis Seixal setzt sich aus vier Gemeinden (Freguesias):

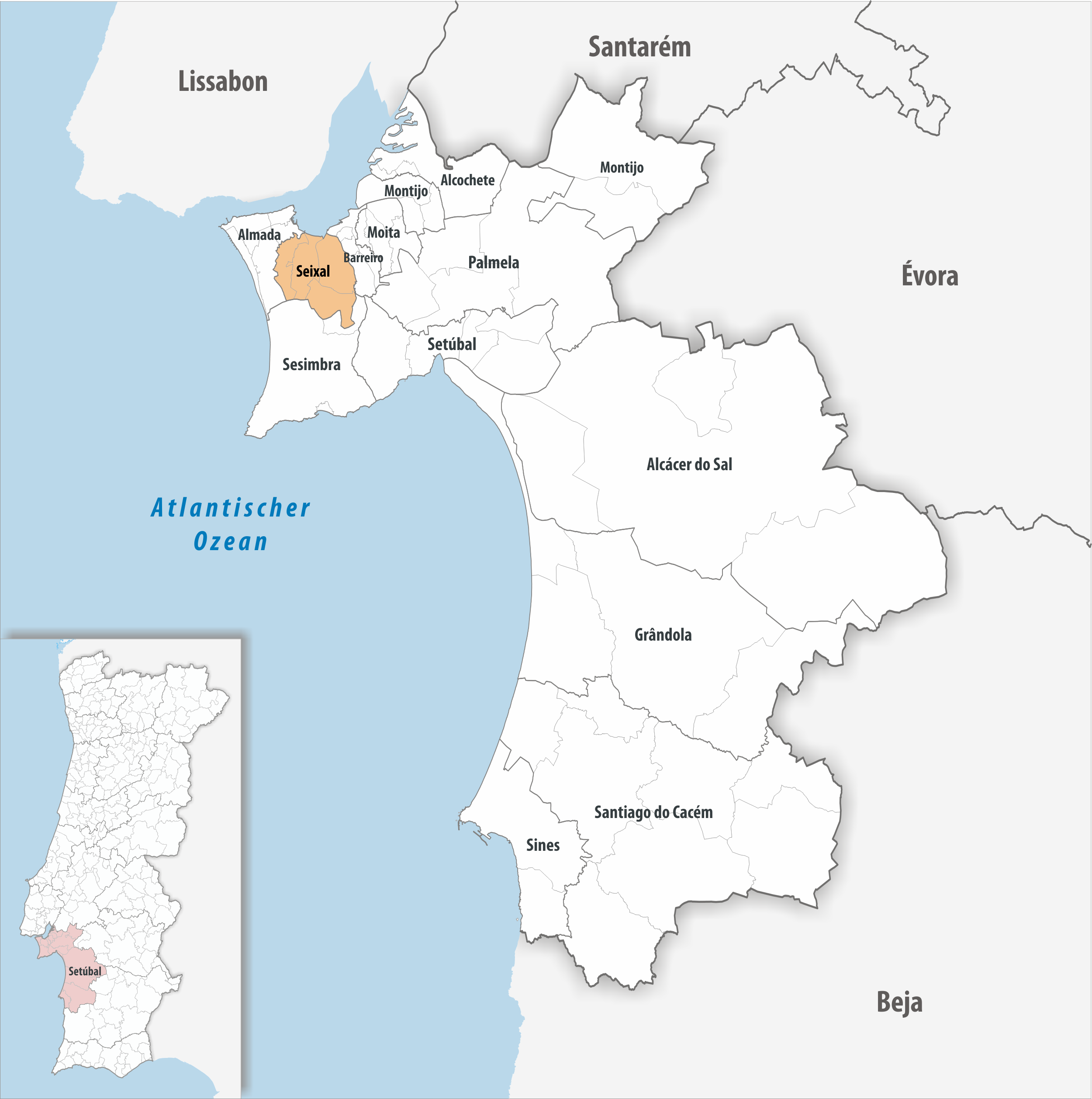
Kreis Seixal

| Gemeinde                                 | Einwohner (2021) | Fläche km² | Dichte Einw./km² | LAU- Code |
| ---------------------------------------- | ---------------- | ---------- | ---------------- | --------- |
| Amora                                    | 49.345           | 24,36      | 2.026            | 151002    |
| Corroios                                 | 50.806           | 17,11      | 2.969            | 151005    |
| Fernão Ferro                             | 20.754           | 24,13      | 860              | 151006    |
| Seixal, Arrentela e Aldeia de Paio Pires | 45.602           | 29,90      | 1.525            | 151007    |
| Kreis Seixal                             | 166.507          | 95,50      | 1.744            | 1510      |

### Bevölkerungsentwicklung
| Einwohnerzahl im Kreis Seixal (1849–2011) | Einwohnerzahl im Kreis Seixal (1849–2011) | Einwohnerzahl im Kreis Seixal (1849–2011) | Einwohnerzahl im Kreis Seixal (1849–2011) | Einwohnerzahl im Kreis Seixal (1849–2011) | Einwohnerzahl im Kreis Seixal (1849–2011) | Einwohnerzahl im Kreis Seixal (1849–2011) | Einwohnerzahl im Kreis Seixal (1849–2011) | Einwohnerzahl im Kreis Seixal (1849–2011) |
| ----------------------------------------- | ----------------------------------------- | ----------------------------------------- | ----------------------------------------- | ----------------------------------------- | ----------------------------------------- | ----------------------------------------- | ----------------------------------------- | ----------------------------------------- |
| 1849                                      | 1900                                      | 1930                                      | 1960                                      | 1981                                      | 1991                                      | 2001                                      | 2011                                      |                                           |
| 4383                                      | 6661                                      | 10.088                                    | 20.470                                    | 89.169                                    | 116.912                                   | 150.271                                   | 184.269                                   |                                           |

### Kommunaler Feiertag
- 29. Juni

### Städtepartnerschaften
- Kap Verde: Boavista (seit 1990)
- São Tomé und Príncipe: Lobata (seit 1994)
- Angola: Lobito (seit 1997)
- Mosambik: Beira (seit 1997)
- Brasilien: Assis Chateaubriand im Bundesstaat Paraná (seit 1997)
- Osttimor: Baucau (seit 2000)[14]
- Guinea-Bissau: Farim (seit 2000)
- Volksrepublik China: Guizhou (seit 2015)
- Kuba: Havanna (Kooperationsabkommen)[15]

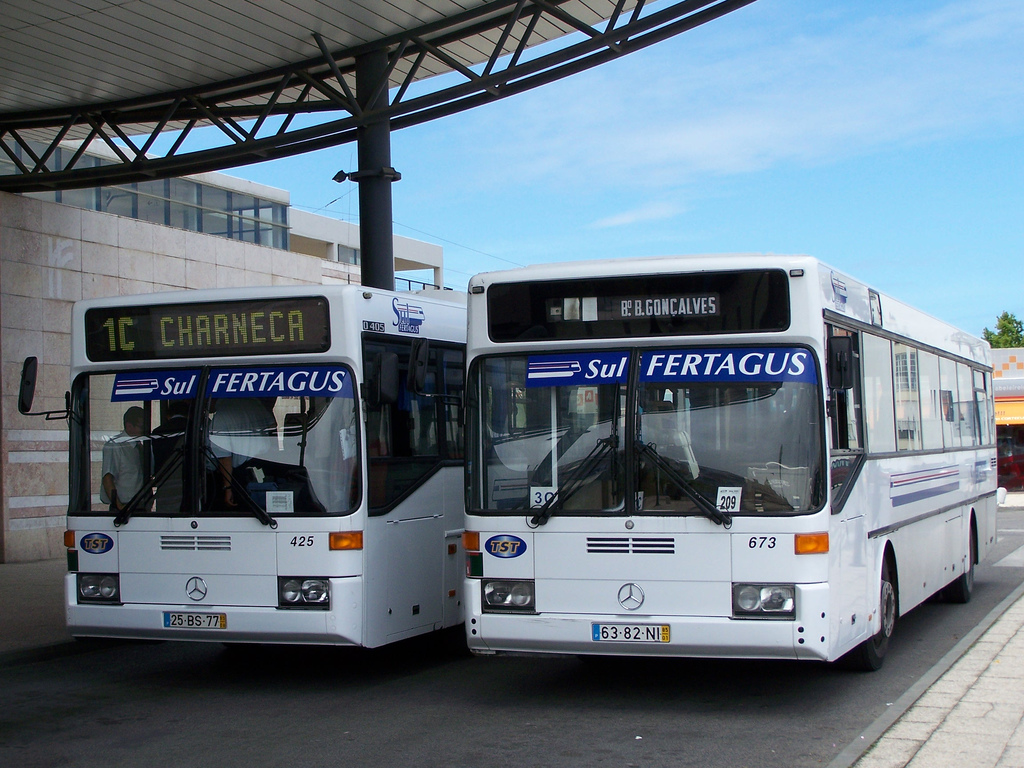
Busse der Fertagus am Bahnhof Corroios

## Verkehr
Die Fährschiffe der Transtejo & Soflusa verbinden Seixal mit Lissabon am Nordufer des Tejo, und mit anderen Orten des Südufers, der Margem Sul do Tejo.
Die Eisenbahnlinie Linha do Sul führt durch den Kreis, ebenso die Nahverkehrszüge der Fertagus, die hier auch Nahverkehrsbuslinien betreibt. Die Straßenbahnlinien 1 und 2 der Metro Sul do Tejo führen bis in die Gemeinde Corroios und sollen später weiter bis über die Stadt Seixal hinaus ausgebaut werden.
Die Autobahn A2 führt hier vorbei, mit der Ausfahrt Nr. 2 (Fogueteiro) in der Gemeinde Amora. Zudem queren den Kreis die Schnellstraße IC21 und die Nationalstraße N10, die hier streckenweise ebenfalls zur mehrspurigen Schnellstraße ausgebaut ist.

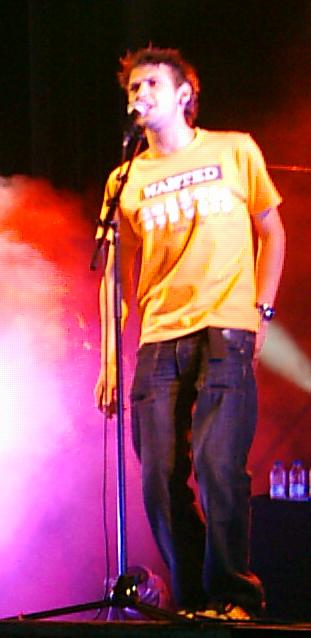
Nuno Norte (2005)

## Söhne und Töchter
- Joaquim Fernandes (* 1914), Radrennfahrer
- Albano Narciso Pereira (1922–1990), Fußballspieler, einer der fünf Violinen Sporting Lissabons Ende der 1940er Jahre
- Elso Roque (* 1939), Kameramann und Filmregisseur
- Emanuel Jardim Fernandes (* 1944), Politiker, 2004–2009 Europaabgeordneter
- Joel Almeida (* 1957), Fußballspieler
- Paulo José Miranda (* 1965), Schriftsteller
- Alexandrina Pereira (* 1966), Dokumentarfilmerin
- Nuno Norte (* 1978), Popsänger
- Ana Margarida (* 1982), Fadista und Schlagersängerin
- José Marquês (* 1983), Dartspieler
- Yara Monteiro, (* 1979) Schriftstellerin